# Mergen (gud)
Mergen, var visdomens och överflödets gud i den ursprungliga traditionella turkisk-mongoliska religionen, tengriismen.